# Amiclas (hijo de Lacedemón)
En la mitología griega, Amiclas (en griego Ἀμύκλας) fue el mítico fundador epónimo del pueblo laconio de Amiclas, porque quería dejar también él algo que lo recordase.
En la Biblioteca mitológica se nos dice que era hijo de Lacedemón y Esparta, y hermano de Eurídice, a la que desposó Acrisio. Amiclas y Diomede, hija de Lápites, engendraron a Cinortas y Jacinto; dicen que éste era amado por Apolo, quien lo mató involuntariamente al lanzar el disco. Al morir Amiclas, el reino pasó a Árgalo, el mayor de sus hijos, y, posteriormente, cuando murió Árgalo, a Cinortas. Hárpalo, otro hijo de Amiclas, tuvo como descendiente lejano a Pátreo, que dio su nombre a Patras.
A Amiclas se le asocia una o varias hijas, pero no se dice con quién. Unos dicen que ésta era Leanira, la esposa de Árcade que otra versión llama Laodamía, y añade que le alumbró a su esposo a Trifilo. Hegesandra, otra hija de Amiclas, casó con Argío, hijo de Pélope. Polibea también podría ser su hija, pero es denominada solo como hermana de Jacinto. Incluso en una versión a Dafne se la imagina curiosamente como hija de Amiclas.